# نجم بسجس 2007
نجم بسجس 2007 (بالألمانية: Étoile de Bessèges 2007)  هو سباق دراجات هوائية، وهو الموسم رقم 37 من السباق، وأقيم خلال الفترة 7 فبراير 2007، وحتى 11 فبراير 2007، وهو أحد سباقات طواف أوروبا للدراجات 2006–07، وهو من نوع سباق المرحلة، وهو من نوع سباق الدراجات.
فاز فيه بالمركز الأول نيك نوينس، وبالمركز الثاني فاسيل كريانكا، وبالمركز الثالث Preben Van Hecke ‏.

## التصنيف العام النهائي
| \| التصنيف العام \| التصنيف العام \| التصنيف العام \| التصنيف العام \| التصنيف العام \| \| العداء \| العداء \| الفريق \| الوقت \| \| \| ------------- \| ----------------------------- \| -------------------------------------------------- \| ------------- \| ------------- \| \| 1 \| نيك نوينس \| Cofidis-Le Crédit par Téléphone \| \| \| \| 2 \| فاسيل كريانكا \| Tinkoff Credit Systems (cycling team) [الإنجليزية]‏ \| + 8 ث \| \| \| 3 \| Preben Van Hecke [الإنجليزية]‏ \| Predictor-Lotto \| + 10 ث \| \| |                   |                                        |        |  |
| |                   |                                        |        |  |
| |                   |                                        |        |  |
| التصنيف العام |                   |                                        |        |  |
| العداء | العداء            | الفريق                                 | الوقت  |  |
| 1 | نيك نوينس         | Cofidis-Le Crédit par Téléphone        |        |  |
| 2 | فاسيل كريانكا     | Tinkoff Credit Systems (cycling team) ‏ | + 8 ث  |  |
| 3 | Preben Van Hecke ‏ | Predictor-Lotto                        | + 10 ث |  |